# Bad Schlema
Bad Schlema är en kurort och tidigare kommun i kommunen Aue-Bad Schlema i distriktet Erzgebirgskreis i Sachsen i Tyskland. Samhället ligger nära Bundesstrasse 96 och har även anslut till järnvägsnätet. Bad Schlema upphörde som kommun den 1 januari 2019 när den tillsammans med staden Aue bildade staden Aue-Bad Schlema.[källa behövs]
En nedlagd gruva är sedan 1997 ett museum. I ett gammalt kulturhus inrättades dessutom ett museum med gruvdrift efter uran som ämne. Fördelad över året äger olika kulturella evenemang rum som nyårskonsert, påsk marknad, en löpartävling i kurparken, en blåsinstrumentfestival och olika aktiviteter i samband med julen. Betydande är gruvarbetarens dag i juli.
Förekomsten av uran i Erzgebirge var redan känd före och under andra världskriget men fyndigheterna bedömdes inte som lönsamt. Sovjetunionen var i stort behov av ämnet och letade intensiv i dem ockuperade tyska områden. Året 1946 hittades nya malmgångar i gamla silvergruvor i Schlema, Johanngeorgenstadt och Schneeberg. För en bättre organisation av gruvdriften grundades 1947 bolaget Wismut. På grund av de hårda arbetsförhållandena utbröt vid flera tillfällen myterier. Det tyska bolaget ersattes i början av 1954 av ett sovjetiskt bolag med samma namn. I samband med Östblockets fall 1989 blev exporten av uran till Sovjetunion inställd. I Schlema skedde den sista gruvdriften efter uran 1 mars 1991.
Samhället har flera spaanläggningar och godkändes därför som kurort. Bland annat utförs behandlingar med radon.